# Oberthueria falcigera
Oberthueria falcigera (лат.) — ночная бабочка неясного систематического положения. Одно время её относили к семейству настоящих шелкопрядов Bombycidae, но в последние годы в Западной Европе её включают в семейство берёзовых шелкопрядов Endromididae. Встречается в Японии (Хоккайдо, Хонсю, Сикоку, Кюсю).
Размах крыльев 38-46 мм. Взрослые особи имеют темный основной цвет, варьирующий от очень темного пыльно-желтовато-серого до дымчато-коричневого или серовато-коричневого. Рисунок крыльев более темный и иногда едва заметен. Субмаргинальное поле передних крыльев иногда покрыто серовато-коричневыми чешуйками. На задних крыльях оранжевые чешуйки. Имаго летают с июня до конца августа, вероятно, в двух поколениях в год.
Личинки питаются видами Acer и Quercus. У них своеобразная расширенная грудная часть тела и длинный анальный рог.